# Oskar Schanz
Oskar Schanz (* 27. Dezember 1868 in Oelsnitz/Vogtl.; † 27. Mai 1920 ebenda) war ein deutscher Jurist und konservativer Politiker.

## Leben und Beruf
Der Sohn des Rechtsanwalts und Notars Oskar Schanz sen. in Oelsnitz studierte von 1889 bis 1893 an der Universität Leipzig Rechtswissenschaften. Im September 1893 trat er eine erste Stelle als Aktuar am Amtsgericht Reichenbach/Vogtl. an. Ab März 1895 war er Referendar am Amtsgericht Frohburg tätig, wo er für die anwaltlichen Geschäfte zuständig war. Anschließend wechselte er als Referendar in den Bereich Staatsanwaltschaft am Landgericht Leipzig. Im Mai 1896 trat Schanz in die Praxis seines Vaters ein. Als promovierter Jurist trat er 1899 in die sächsische Verwaltung ein. Von 1899 bis Januar 1902 war er Gemeindevorstand und anschließend bis September 1904 erster Bürgermeister der erzgebirgischen Stadt Olbernhau, der zum 1. Januar 1902 das Stadtrecht verliehen worden war. Er wechselte dann als Bürgermeister in seine Heimatstadt Oelsnitz/Vogtl., wo er zugleich als Rechtsanwalt tätig war. Er trug zuletzt den Titel eines Justizrats.
In einer Nachwahl, die durch den Tod von Gustav Richard Bunde notwendig geworden war, wurde er 1907 im 45. ländlichen Wahlkreis erstmals in die II. Kammer des Sächsischen Landtags gewählt. Auf dem Landtag 1909/10 bekleidete er das Amt des zweiten Sekretärs, von 1913 bis 1918 das des ersten Sekretärs der Kammer. Mit der Abschaffung der konstitutionellen Monarchie in Sachsen schied er im November 1918 aus dem Landtag aus. Er war (Stand 1914) Hauptmann der Reserve der sächsischen Armee.